# Янки-дудл

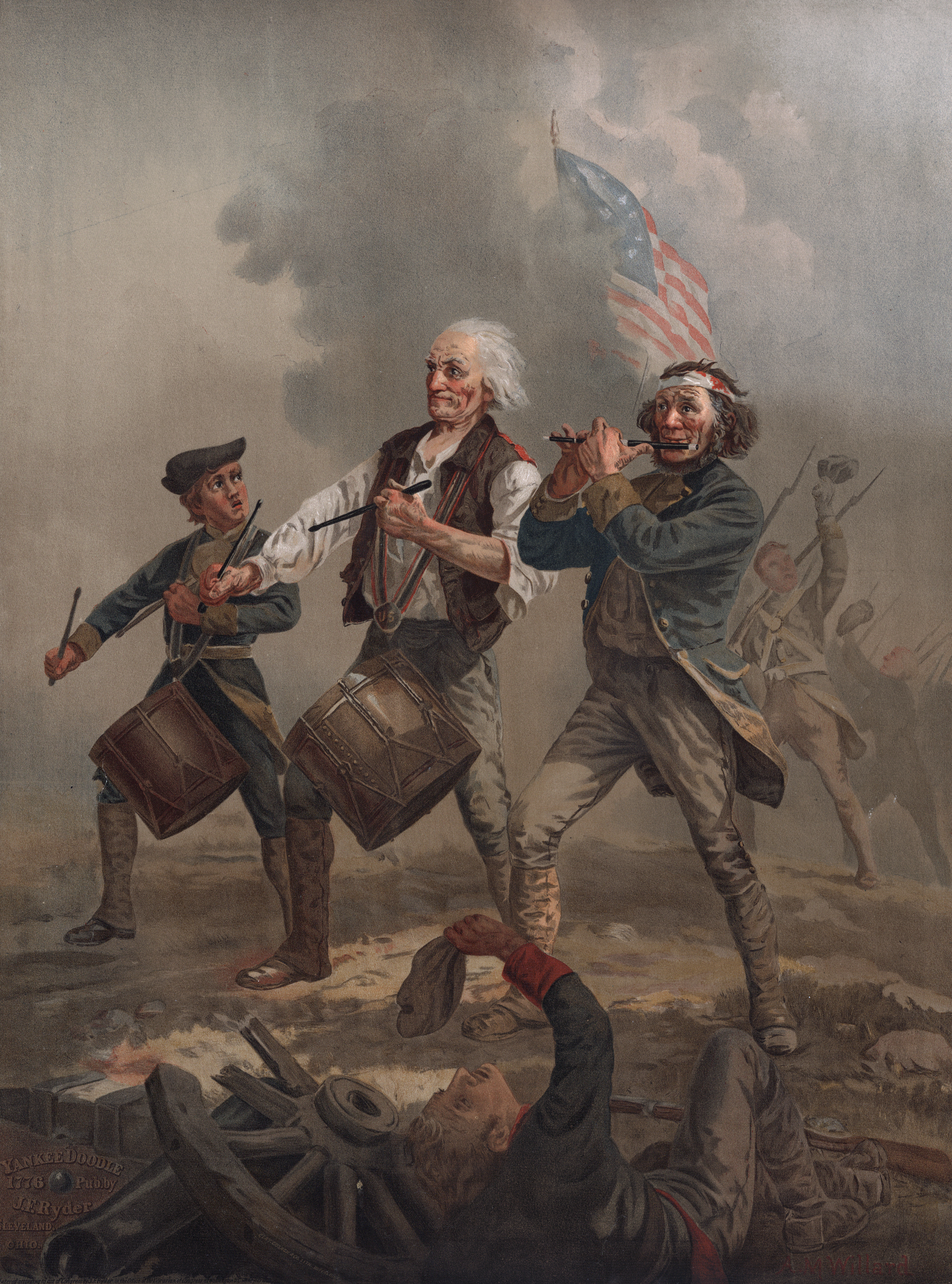
«Дух 76-го, также известный как Янки-дудл» (The Spirit of '76 (aka Yankee Doodle)), Арчибальд МакНил Уиллард, ок. 1875 года

«Янки-дудл», или «Я́нки Дудль» (англ. Yankee Doodle) — национальная песня в США, в настоящее время понимаемая в патриотическом ключе (хотя первоначально возникшая в качестве юмористической). Была одним из первых гимнов США, который использовался короткое время во время войны за независимость США. Также является гимном штата Коннектикут. Использовалась в различных вариантах в качестве заставки радиостанции «Голос Америки».
В высшей степени тривиальная мелодия этой песни была будто бы известна в Англии во времена Карла I под названием «Nankey-Doodle» и пелась королевскими кавалеристами в насмешку над Кромвелем. Во время колониальной войны с французами в июне 1755 года эта песня была завезена английскими войсками в Северную Америку, новый текст, как считается, был сочинён полковым врачом Ричардом Шакбергом (Richard Shuckburgh) и выражал насмешливое отношение британских офицеров к североамериканским (местным) новобранцам. В дальнейшем текст песни неоднократно переписывался.

## Текст песни
Полный текст песни, в том виде, который известен сейчас:
 Fath’r and I went down to camp,

 Along with Cap’n Goodin',

 And there we saw the men and boys

 As thick as hasty puddin'.

 CHORUS:

 Yankee Doodle keep it up,

 Yankee Doodle dandy,

 Mind the music and the step,

 And with the girls be handy.

 And there we saw a thousand men

 As rich as Squire David,

 And what they wasted every day,

 I wish it could be saved.

 CHORUS

 The 'lasses they eat it every day,

 Would keep a house a winter;

 They have so much, that I’ll be bound,

 They eat it when they’ve mind ter.

 CHORUS

 And there I see a swamping gun

 Large as a log of maple,

 Upon a deuced little cart,

 A load for father’s cattle.

 CHORUS

 And every time they shoot it off,

 It takes a horn of powder,

 and makes a noise like father’s gun,

 Only a nation louder.

 CHORUS

 I went as nigh to one myself

 As 'Siah’s inderpinning;

 And father went as nigh again,

 I thought the deuce was in him.

 CHORUS

 Cousin Simon grew so bold,

 I thought he would have cocked it;

 It scared me so I shrinked it off

 And hung by father’s pocket.

 CHORUS

 And Cap’n Davis had a gun,

 He kind of clapt his hand on’t

 And stuck a crooked stabbing iron

 Upon the little end on’t

 CHORUS

 And there I see a pumpkin shell

 As big as mother’s bason,

 And every time they touched it off

 They scampered like the nation.

 CHORUS

 I see a little barrel too,

 The heads were made of leather;

 They knocked on it with little clubs

 And called the folks together.

 CHORUS

 And there was Cap’n Washington,

 And gentle folks about him;

 They say he’s grown so 'tarnal proud

 He will not ride without em'.

 CHORUS

 He got him on his meeting clothes,

 Upon a slapping stallion;

 He sat the world along in rows,

 In hundreds and in millions.

 CHORUS

 The flaming ribbons in his hat,

 They looked so tearing fine, ah,

 I wanted dreadfully to get

 To give to my Jemima.

 CHORUS

 I see another snarl of men

 A digging graves they told me,

 So 'tarnal long, so 'tarnal deep,

 They 'tended they should hold me.

 CHORUS

 It scared me so, I hooked it off,

 Nor stopped, as I remember,

 Nor turned about till I got home,

 Locked up in mother’s chamber.

 CHORUS

 Gen. George P. Morris
Существует также «смягчённый» вариант финала:
 The troopers, too, would gallop up

 And fire right in our faces;

 It scared me almost to death

 To see them run such races.

 CHORUS

 But I can’t tell half I see

 They kept up such a smother;

 So I took my hat off, made a bow,

 And scampered home to mother.
Позже в начале песни был приписан «внесюжетный» зачин, известный в наши дни как детская песенка:
 Yankee Doodle went to town,

 a-riding on a pony,

 Stuck a feather in his cap

 and called it macaroni.
(Под словом macaroni здесь имеется в виду не блюдо итальянской кухни, а вычурная итальянская мужская мода XVIII века, которой широко подражали в Англии.)
 Yankee Doodle-doodle-doo,

 Yankee Doodle dandy,

 All the lassies are so smart

 And sweet as sugar candy.

 First he bought a porridge pot,

 Then he bought a ladle,

 Then he trotted home again

 As fast as he was able.

 Marching in and marching out,

 And marching round the town!

 Here there comes a regiment

 With Captain Thomas Brown!

 «Yankee Doodle» is a tune

 That comes in mighty handy;

 The enemy all runs away

 At «Yankee Doodle Dandy».
В переводе С. Маршака первый куплет звучит так:
 Янки Дудль к нам верхом

 Приезжал на пони.

 Шляпу круглую с пером

 Звал он макарони.
И дальше вольный русский перевод детской песенки:
 Купил он каши овсяной,

 Потом купил горшок.

 Потом вприпрыжку со всех ног

 Помчался он домой.

 Ходил туда, ходил сюда

 Ходил вокруг и вдоль

 И вот в конце концов набрел

 На пункт он призывной.

 Но Янки Дудль не оробел

 Что так попал впросак

 Враги бежали от него

 Кто в майке, кто в трусах.
Вольный русский перевод песни:
 Янки наш хотя простак —

 Джентльмен он вроде,

 И воткнул перо в колпак

 По последней моде.

 Янки-Дудль, поскачи,

 Янки-Дудль — денди!

 Да смотри не оттопчи

 Все ноги нашей Сэнди!

 Я по лагерю иду

 Позади папаши,

 А кругом полно солдат

 Крепче простокваши.

 Янки-Дудль, попляши,

 Янки-Дудль — денди!

 Все девицы хороши —

 Парни, не робейте!

 Офицеры — богачи,

 Счёта нету гро́шам,

 А начальник — Вашингтон

 На коне хорошем.

 А на шляпе у него —

 Ленточки да перья…

 Для невесты их сопру,

 Только не теперь, я.

 Пушка там всего одна,

 А под ней тележка.

 Толще ствол, чем у бревна:

 Хочешь жить — не мешкай.

 Раз пальнули из неё —

 Было приключенье!

 Словно папино ружьё,

 Только погромче́е.

 Папа ружья заряжал,

 Грубо выражался,

 В каждом с тонкого конца

 Чем-то ковырялся.

 «Янки» — песня хороша,

 Музыка играет.

 Только спой её врагам —

 Сразу удирают!

 Командиры тоже все

 И грозны и гру́бы.

 Чтоб не спал я, дуть велят

 То и дело в трубы.

 И бочонок есть у них,

 Кожею обтянут.

 Постучи в него — и вмиг

 Все рядами станут.

 Мой братан кричит «Не трусь!»,

 Сам-то он отважен.

 Робко пячусь и держусь

 За карман папашин.

 Вижу, скачет дурачьё.

 В нас палят, подонки…

 Я подумал: «Ё-моё,

 Это что за гонки?!»

 Помню я рытьё могил

 Для стрельбы с лошадки.

 Как навалятся враги —

 В них мы будем жалки.

 Я подумал: «Суета —

 Вряд ли дело наше».

 Шляпу снял, поклон отдал —

 И домой к мамаше!